# Canton de Rodez-Onet
Le canton de Rodez-Onet est une circonscription électorale française du département de l'Aveyron, créée par le décret du 21 février 2014 et entrée en vigueur lors des élections départementales de 2015.

## Histoire
Un nouveau découpage territorial de l'Aveyron entre en vigueur en mars 2015, défini par le décret du 21 février 2014, en application des lois du 17 mai 2013 (loi organique 2013-402 et loi 2013-403). Les conseillers départementaux sont, à compter de ces élections, élus au scrutin majoritaire binominal mixte. Les électeurs de chaque canton élisent au Conseil départemental, nouvelle appellation du Conseil général, deux membres de sexe différent, qui se présentent en binôme de candidats. Les conseillers départementaux sont élus pour 6 ans au scrutin binominal majoritaire à deux tours, l'accès au second tour nécessitant 12,5 % des inscrits au 1er tour. En outre la totalité des conseillers départementaux est renouvelée. Ce nouveau mode de scrutin nécessite un redécoupage des cantons dont le nombre est divisé par deux avec arrondi à l'unité impaire supérieure. En Aveyron, le nombre de cantons passe ainsi de 46 à 23. Le canton de Rodez-Onet fait partie des 21 nouveaux cantons du département, deux cantons conservant leur dénomination (Saint-Affrique et Villefranche-de-Rouergue).

## Représentation
| Période élective | Période élective | Mandat | Mandat   | Identité              | Nuance | Nuance | Qualité                                                           |
| ---------------- | ---------------- | ------ | -------- | --------------------- | ------ | ------ | ----------------------------------------------------------------- |
| 2015             | 2021             | 2015   | 2021     | Valérie Abadie-Roques |        | DVD    | Secrétaire comptable Adjointe au maire d'Onet-le-Château          |
| 2015             | 2021             | 2015   | 2021     | Jean-Philippe Abinal  |        | DVD    | Cadre de santé, conseiller municipal d'Onet-le-Château            |
| 2021             | 2028             | 2021   | en cours | Valérie Abadie-Roques |        | DVD    | Conseillère sortante                                              |
| 2021             | 2028             | 2021   | en cours | Jean-Philippe Abinal  |        | DVD    | Conseiller sortant, vice-président chargé des ressources humaines |

### Résultats détaillés

#### Élections de mars 2015
À l'issue du 1er tour des élections départementales de 2015, deux binômes sont en ballottage : Valérie Abadie-Roques et Jean-Philippe Abinal (DVD, 36,26 %) et Sylvie Foulquier-Kabiti et Jean-Louis Roussel (FG, 23,86 %). Le taux de participation est de 53,84 % (5 105 votants sur 9 482 inscrits) contre 59,71 % au niveau départemental et 50,17 % au niveau national.
Au second tour, Valérie Abadie-Roques et Jean-Philippe Abinal (DVD) sont élus avec 51,69 % des suffrages exprimés et un taux de participation de 52,28 % (2 351 voix pour 4 957 votants et 9 482 inscrits).

#### Élections de juin 2021
Le premier tour des élections départementales de 2021 est marqué par un très faible taux de participation (33,26 % au niveau national). Dans le canton de Rodez-Onet, ce taux de participation est de 35,88 % (3 396 votants sur 9 464 inscrits) contre 43,28 % au niveau départemental. À l'issue de ce premier tour, deux binômes sont en ballottage : Valérie Abadie-Roques et Jean-Philippe Abinal (DVC, 50,16 %) et Isabelle Courtial et Jean-Louis Roussel (DVG, 34,94 %).
Le second tour des élections est marqué une nouvelle fois par une abstention massive équivalente au premier tour. Les taux de participation sont de 34,3 % au niveau national, 39,56 % dans le département et 37,03 % dans le canton de Rodez-Onet. Valérie Abadie-Roques et Jean-Philippe Abinal (DVC) sont élus avec 58,13 % des suffrages exprimés (1 917 voix pour 3 506 votants et 9 468 inscrits),,.

## Composition
| Nom                           | Code Insee | Intercommunalité       | Superficie (km2) | Population (dernière pop. légale)               | Densité (hab./km2) | Modifier                                    |
| ----------------------------- | ---------- | ---------------------- | ---------------- | ----------------------------------------------- | ------------------ | ------------------------------------------- |
| Rodez (bureau centralisateur) | 12202      | CA Rodez Agglomération | 11,18            | Fraction : 2 112 (2022) Commune : 24 136 (2022) | 2 159              | modifier les données · modifier les données |
| Onet-le-Château               | 12176      | CA Rodez Agglomération | 40,20            | 12 062 (2022)                                   | 300                | modifier les données · modifier les données |
| Canton de Rodez-Onet          | 1218       |                        |                  | 14 174 (2022)                                   |                    | modifier les données                        |

Le canton de Rodez-Onet est composé d'une commune entière et de la partie de la commune de Rodez située au nord d'une ligne définie par l'axe des voies et limites suivantes : depuis la limite territoriale de la commune de Druelle, routes départementales 994 et 840, avenue de la Gineste, giratoire de Saint-Félix, avenue de la Gineste entre le giratoire Saint-Félix et le carrefour Saint-Eloi, avenue du Maréchal-Joffre, route départementale 988, jusqu'à la limite territoriale de la commune d'Onet-le-Château.

## Démographie
En 2022, le canton comptait 14 174 habitants, en évolution de +0,81 % par rapport à 2016 (Aveyron : +0,37 %, France hors Mayotte : +2,11 %).
| 2013   | 2018   | 2022   |
| ------ | ------ | ------ |
| 13 823 | 13 794 | 14 174 |